# Крауч
 Тази статия е за града в САЩ.  За английския футболист вижте Питър Крауч.  
Крауч (на английски: Crouch) е град в окръг Бойзи, щата Айдахо, САЩ. Крауч е с население от 154 жители (2000) и обща площ от 1,1 km². Намира се на 929 m надморска височина. ЗИП кодът му е 83622, а телефонният му код е 208.